# Antigua Confederación Suiza
La Antigua Confederación Suiza fue la precursora de la Suiza moderna. La Eidgenossenschaft suiza (confederación) fue una federación de nexos débiles entre pequeños Estados casi independientes que existieron desde finales del siglo XIII hasta 1798, cuando fue invadida por Napoleón I, que la transformó en la efímera República Helvética.

## Historia

### Confederación de los III cantones
El núcleo de la Antigua Confederación Suiza fue una alianza entre las comunidades de los valles de los Alpes centrales para facilitar la realización de intereses comunes, como el comercio libre, y para asegurar la paz entre rutas comerciales importantes a través de las montañas. La Carta Federal de 1291, firmada por las comunidades rurales de Uri, Schwyz y Unterwalden, se considera tradicionalmente el documento fundador de la Confederación, aunque puede que existieran alianzas similares algunas décadas antes.

### Crecimiento de la Confederación
Este pacto inicial se fue ampliando gradualmente con alianzas adicionales entre las ciudades de Lucerna, Zúrich y Berna. La extraña unión de comunidades rurales y urbanas, todas con el estatus de reichsfreiheit (dependencia directa del Emperador) dentro del Sacro Imperio Romano Germánico, tuvo como consecuencia la presión de los duques y reyes de Habsburgo, que anteriormente habían dominado la mayor parte de esas tierras. En el transcurso de muchos combates contra los ejércitos de Habsburgo, los suizos salieron victoriosos e incluso conquistaron las áreas rurales de Glaris y Zug, que pasaron a ser miembros independientes de la Confederación.
Desde 1351 hasta 1481, esta Confederación de los Ocho cantones (en alemán Acht Orte) consolidó su posición. Las ciudades miembro extendieron sus territorios a costa de los condes locales vecinos, principalmente comprando derechos judiciales, aunque a veces también por la fuerza. La Confederación en conjunto se expandió a través de conquistas militares. Argovia fue conquistada en 1415, Turgovia en 1460. En ambas ocasiones, los suizos se aprovecharon de la debilidad de los duques de Habsburgo.
A finales del siglo XIV y comienzos del XV se produjeron la Batalla de Sempach (1386) y la de Näfels (1388), en las que se enfrentaron los confederados y los Habsburgo; la Guerra antigua de Zürich (1440-1446), entre los confederados y el pueblo de Zúrich en armas; y la Guerra de Borgoña contra Berna (1474-1477), en la que fue derrotado el Duque de Borgoña Carlos el Intrépido. 
En 1477 cinco cantones: Zúrich, Berna, Lucerna, Soleura y Friburgo, formaron una liga para protegerse contra los tumultos de las comunidades rurales. Pero Uri, Schwyz, Unterwalden y Zug, sedes de esas insurrecciones, protestaron contra la admisión de Lucerna en la nueva liga, porque había existido desde 1332 un acuerdo entre ellas y ese cantón de que no entraría en una nueva liga sin su consentimiento. También protestaban contra la admisión de Soleura y Friburgo, para impedir una preponderancia de las ciudades sobre los elementos rurales. En el intervalo de 1478 a 1481 las disensiones llegaron a su apogeo. Finalmente se celebró una reunión de la Dieta Federal en diciembre de 1481, en Stans, cuando su antagonismo creció. La Dieta estaba a punto de disolverse sin acuerdo cuando el 22 de diciembre el párroco de Stans, Heini am Grund, irrumpió con un mensaje del futuro santo patrón suizo Nicolás de Flüe, reconocido tanto por protestantes suizos como por católicos, que restauró la paz entre las partes enfrentadas, evitó la guerra civil —consiguiendo el milagro de la reconciliación— e hizo técnicamente posible la realidad de la patria común suiza.
En el sur, Uri llevó a cabo una expansión territorial que culminaría finalmente —tras un arduo proceso— en la conquista del Tesino en 1515. Ninguno de estos territorios pasó a ser miembro de la Confederación, sino que se convirtieron en bailías, regiones administradas comunalmente por muchos cantones.
Al mismo tiempo, los ocho cantones incrementaron gradualmente su influencia sobre las ciudades y regiones vecinas mediante alianzas adicionales. Cierto número de cantones establecieron pactos con Friburgo, Appenzell, Schaffhausen, la abadía y la ciudad de San Galo, Biel, Rottweil, Mulhouse y otros. Estos aliados, llamados los Zugewandte Orte, pasaron a estar fuertemente asociados a la Confederación, pero no fueron aceptados como miembros plenos.
La Guerra de Borgoña propició la expansión con nuevos miembros. Friburgo y Soleura fueron aceptados en 1481. En la Guerra Suaba contra el emperador Maximiliano I de Habsburgo, los suizos volvieron a conseguir victorias y quedaron fuera de la legislación imperial. Las ciudades previamente asociadas de Basilea y Schaffhausen se unieron en 1501 a la Confederación como resultado directo del conflicto. Appenzell sería en 1513 el decimotercer miembro. Esta Confederación de trece cantones (Dreizehn Orte) constituyó la Antigua Confederación Suiza hasta 1798.
La expansión militar de la Confederación se detuvo por la derrota en la batalla de Marignano de 1515. Solo Berna y Friburgo serían capaces de conquistar Vaud en 1536 al Ducado de Saboya (invadido por Francia en la Guerra italiana de 1536-1538), que pasó en su mayor parte al cantón de Berna, aunque una pequeña parte pasó al dominio de Friburgo.

### Conflictos confesionales

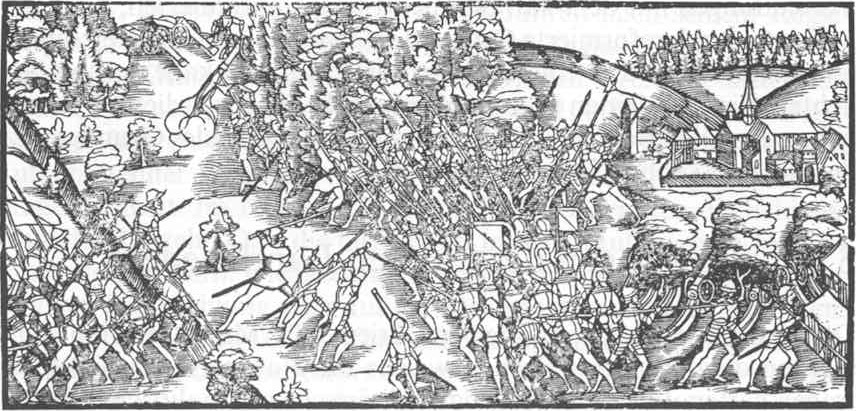
Las fuerzas de Zúrich derrotadas en la Segunda Guerra de Kappel.

La Reforma causó en Suiza la división confesional entre los cantones. Zúrich, Berna, Basilea, Schaffhausen, así como los asociados Biel, Mulhouse, Neuchâtel, Ginebra y San Galo se convirtieron al  protestantismo, mientras que el resto de la Confederación y el Valais siguieron siendo católicos. En Glaris, Appenzell, los Grisones y en la mayoría de bailías coexistían ambas confesiones. Appenzell se dividió en 1597 en dos semicantones: el protestante Cantón de Appenzell Rodas Exteriores y el católico Cantón de Appenzell Rodas Interiores.
La división confesional les llevó a la guerra civil —las Guerras de Kappel— que separaron las alianzas con potencias extranjeras de las dos facciones, pero la Confederación como conjunto continuó existiendo. Las políticas exteriores comunes fueron bloqueadas. En la Guerra de los Treinta Años, los profundos desacuerdos religiosos entre los cantones la mantuvieron neutral y al margen de la devastación. En la Paz de Westfalia, la delegación suiza bajo la dirección de Johann Rudolf Wettstein consiguió el reconocimiento formal como Estado independiente separado del Sacro Imperio Romano Germánico.
Las diferencias sociales y el absolutismo creciente en los cantones urbanos durante el Antiguo Régimen de Suiza fueron causa de varias revueltas populares. El levantamiento de 1653, durante la depresión posterior a la Guerra de los Treinta Años, desencadenó la Guerra campesina suiza de 1653 en los territorios de Lucerna, Berna, Basilea, Soleura y Argovia. La revuelta fue aplastada con la ayuda de otros cantones.
Las diferencias religiosas se fueron acentuando por discrepancias económicas. Los cantones suizos centrales, predominantemente católicos, estaban rodeados de cantones protestantes con una economía floreciente, que se fue industrializando paulatinamente. Los cantones políticamente dominantes eran Zúrich y Berna, ambos protestantes, pero en las agencias de la Confederación los cantones católicos tenían la supremacía desde la segunda guerra de Kappel de 1531. Un intento de reestructurar la Confederación en 1565 por iniciativa de Zúrich fue bloqueado por la oposición católica, lo que originó la Primera Batalla de Villmergen en 1656, que ganó el bando católico, cimentando el statu quo. Pero los problemas permanecían irresueltos y entraron en erupción nuevamente en 1712 en la Segunda Batalla de Villmergen. Esta vez los cantones protestantes ganaron y pasaron a dominar la Confederación. Sin embargo, no se pudo implantar una reforma completa: los intereses individuales de los trece miembros eran diversos, y los gobiernos absolutistas de los cantones resistían todos los intentos de centralización para introducir una administración federal o una burocracia moderna. La política exterior permaneció fragmentada.
En 1798 la Confederación fue invadida por las tropas de Napoleón I. Sucumbió con una resistencia insignificante ante los ejércitos aliados. El antiguo régimen de la Antigua Confederación Suiza fue reemplazado por la República Helvética por orden de Napoleón.